# Vicente Werneck Pereira da Silva
Vicente Werneck Pereira da Silva (Vassouras, 6 de março de 1858 – 3 de janeiro de 1919) foi um farmacêutico brasileiro.
Graduado em farmácia pela Faculdade de Medicina do Rio de Janeiro. Foi eleito membro da Academia Nacional de Medicina em 1898, na presidência de Antonio José Pereira da Silva Araújo, com o número acadêmico 192.